# Copiphana intermedia
Copiphana intermedia är en fjärilsart som beskrevs av Rothschild 1920. Copiphana intermedia ingår i släktet Copiphana och familjen nattflyn. Inga underarter finns listade i Catalogue of Life.